# Patrick Cordier (minéralogiste)
Pour les articles homonymes, voir Patrick Cordier et Cordier (homonymie).
Patrick Cordier  (né le 1er février 1961) est un enseignant-chercheur dans le domaine de la minéralogie et spécialisé dans l'étude des mécanismes de déformation plastique des géomatériaux. Il est auteur ou co-auteur de plus de 200 articles dans des revues scientifiques internationales. Patrick Cordier a reçu la médaille Dana  de la Mineralogical Society of America en 2016 , il est actuellement l'un des éditeurs en chef du European Journal of Mineralogy et membre sénior de l’Institut Universitaire de France.

## Formation
Après un cycle de classes préparatoires au Lycée Clemenceau de Reims, Il obtient en 1985 un diplôme d’ingénieur de l’École Universitaire d’Ingénieurs de Lille (aujourd’hui Polytech’Lille) et un DEA de l’Université Lille-I en Sciences des Matériaux. Il prépare ensuite une thèse de Doctorat sur la plasticité du quartz avec le professeur Jean-Claude Doukhan qu’il soutiendra à Université Lille-I en 1989. 

## Carrière scientifique
En 1989, après un séjour post-doctoral dans le groupe de recherche du professeur Arthur Heuer (Dept of Materials Science and Engineering, Cleveland, USA), il intègre l’Université Lille-I en tant que Maître de Conférences. Titulaire d’une habilitation universitaire  à diriger des recherches (Lille, 1995), il devient professeur de physique à l’Université Lille-I en 1996. Il a animé, au sein de l’Unité Matériaux et Transformations, l’équipe de Physique des Minéraux de 1999 à 2017, puis l’équipe de Plasticité de 2017 à 2020. Il est professeur de classe exceptionnelle depuis 2013. 
Il a séjourné régulièrement au Bayerisches Geoinstitut (Université de Bayreuth, Allemagne) depuis 1998 pour réaliser des expériences de déformation sous très hautes pressions. 

## Travaux de recherche
Spécialiste de microscopie électronique en transmission, il s’est consacré à l’étude des défauts cristallins et de la plasticité des minéraux. En particulier, Patrick Cordier étudie la déformation plastique des phases de hautes pressions qui constituent le manteau terrestre (manteau (géologie)). Il est actuellement Professeur Visiteur (2019-2022) à l’Institute of Mechanics, Materials and Civil Engineering, Université Catholique de Louvain, Belgique. 
En collaboration avec Philippe Carrez (professeur à l'Université Lille-I), il développe actuellement une approche de cette problématique basée sur la modélisation numérique multi-échelles.

## Reconnaissance scientifique
- 2019 - Fellow de l'American Geophysical Union [5]

- 2019 - Lauréat de l'Institut Universitaire de France en qualité de membre sénior[réf. nécessaire].

- 2018 - Lauréat du European Research Council (ERC Advanced grants) pour le projet TimeMan [6]

- 2016 - Dana Medal[1] de la Mineralogical Society of America [2]

- 2015 - Grand prix Frédéric-Kuhlmann de la société des sciences, de l’agriculture et des arts de Lille[7].

- 2013 - Officier de l'Ordre des Palmes Académiques.

- 2011 - Lauréat du European Research Council (ERC Advanced grants) pour le projet Rheoman [8]

- 2008 - Fellow de la Mineralogical Society of America [2]

- 2008 - Chevalier de l'Ordre des Palmes Académiques.

Patrick Cordier s'est aussi investi dans les sociétés savantes dédiées à la minéralogie
- Président de l'association internationale de minéralogie (IMA) (2018-2020) [9]

- Premier vice-président de l'association internationale de minéralogie (IMA) (2016-2018) [9]

- Président de la société française de cristallographie et de minéralogie (2008-2009) [10]

- Vice-président de la société française de minéralogie et de cristallographie (SFMC) (2004-2007) [10]

## Radio
Patrick Cordier participe de manière régulière à l'émission de Radio " les P'tits Bateaux de Noëlle Bréham sur France Inter.
Patrick Cordier a également participé à un chapitre (question no 30) de l’ouvrage publié en mai 2013 par Noëlle Bréham et Marjorie Devoucoux à l'occasion des 15 ans des P'tits Bateaux (sélection de 100 questions et leurs réponses)